# Ivan Lazarev (basketbalspeler)
Ivan Vladimirovitsj Lazarev (Russisch: Иван Владимирович Лазарев) (Orechovo-Zoejevo, 31 januari 1991) is een Russisch professioneel basketbalspeler die voor verschillende teams in Rusland speelde.

## Carrière
Lazarev begon zijn carrière bij Trioemf Oblast Moskou Ljoebertsy in 2011. In 2012 verhuisde hij naar Nizjni Novgorod. In 2014 verhuisde hij mee met de club, van Moskou naar Sint-Petersburg. De nieuwe naam werd Zenit Sint-Petersburg. In 2015 stapte hij over naar CSKA Moskou. Met CSKA werd hij twee keer Landskampioen van Rusland in 2016 en 2017. In 2016 won hij met CSKA de EuroLeague Men. Ze wonnen van Fenerbahçe uit Turkije met 101-96 na verlenging. In 2017 keerde hij terug naar Zenit. In 2018 verhuisde hij naar Parma Perm. Met dit team werd hij Bekerwinnaar van Rusland.

## Erelijst
- Landskampioen Rusland: 2
  - Winnaar: 2016, 2017
  - Derde: 2018
- Bekerwinnaar Rusland: 1
  - Winnaar: 2019
- EuroLeague Men: 1
  - Winnaar: 2016